# Tadeusz Bieńkowicz
Tadeusz Bieńkowicz, ps. „Rączy” (ur. 15 kwietnia 1923 w Lidzie, zm. 13 grudnia 2019 w Krakowie) – generał brygady Wojska Polskiego, uczestnik II wojny światowej, podoficer Armii Krajowej, „żołnierz wyklęty”, ofiara represji stalinowskich.

## Życiorys
Urodził się w rodzinie Stanisława i Alicji z Balcerów. Po wybuchu II wojny światowej podjął działalność konspiracyjną w sowieckiej strefie okupacyjnej, początkowo w harcerskim batalionie obserwacyjnym jako dowódca tzw. piątki, później w II batalionie 77 pułku piechoty Armii Krajowej. Uczestniczył w akcjach zbrojnych, między innymi w zdobywaniu: Ejszyszek, stacji kolejowej Werenów, rozbiciu posterunków granicznych Rzeszy i Ostlandu w Krakszlach, a śmiertelnie raniąc dowódcę Ortskommandantur w Koleśnikach doprowadził do jej poddania. Za udział w odbiciu skazańców z więzienia w Lidzie (18 stycznia 1944 r.) odznaczony został Orderem Virtuti Militari. 30 stycznia 1944 r. brał udział w rozbiciu niemieckiego garnizonu w Horodnie. W tym samym roku także w zakończonej sukcesem akcji skierowanej przeciwko wysokiemu dowódcy NKWD majorowi Kanarczukowi. Mimo rozbrojenia kontynuował działalność konspiracyjną na terenach Nowogródczyzny i Polski centralnej. Podjął studia na Uniwersytecie Ekonomicznym w Krakowie.
Aresztowany w 1950 r., został poddany wielomiesięcznym przesłuchaniom i torturom, a później skazany na karę dożywotniego więzienia, mimo iż nie przyznał się do stawianych zarzutów. Zrehabilitowany na początku lat 90., zaś torturujący funkcjonariusz Służby Bezpieczeństwa w 2005 r. skazany został na dwa lata więzienia. Do 1956 r. w czasie uwięzienia ujawniał denuncjatorów i wspierał współwięźniów.
Jako członek Związku Bojowników o Wolność i Demokrację do zakazu krzewił wiedzę o Zbrodni katyńskiej i działalności Armii Krajowej w ramach spotkań z młodzieżą w ramach tej organizacji, a później przy okazji inicjatyw kombatanckich.
Był współzałożycielem Polskiego Związku Więźniów Politycznych Okresu Stalinowskiego i Związku Armii Krajowej w Krakowie (1989 r.), a także aktywistą jako członek Rady Honorowej w Okręgu Nowogródzkim Światowego Związku Żołnierzy AK i Stowarzyszenia Kawalerów Orderu Virtuti Militari. Pełnił obowiązki prezesa Związku Inwalidów Wojennych Oddziału Nowa Huta (od 2007 do 2019 r.) oraz Polskiego Związku Więźniów Komunizmu (od 2010 do 2019 r.), był sekretarzem Małopolskiej Rady Kombatantów i Osób Represjonowanych, członkiem Fundacji Muzeum Historii Armii Krajowej i Stowarzyszenia Ziemi Lidzkiej w Lidzie. Był współautorem publikacji „Akcja na więzienie w Lidzie we wspomnieniach Tadeusza Bieńkowicza i opisie faktów i zdarzeń pokrewnych” (Fundacja muzeum Czynu Zbrojnego, 2009) i fundatorem cmentarza II batalionu 77 pp AK w Naczy.
W 2016 został laureatem nagrody honorowej „Świadek Historii” przyznanej przez Instytut Pamięci Narodowej.

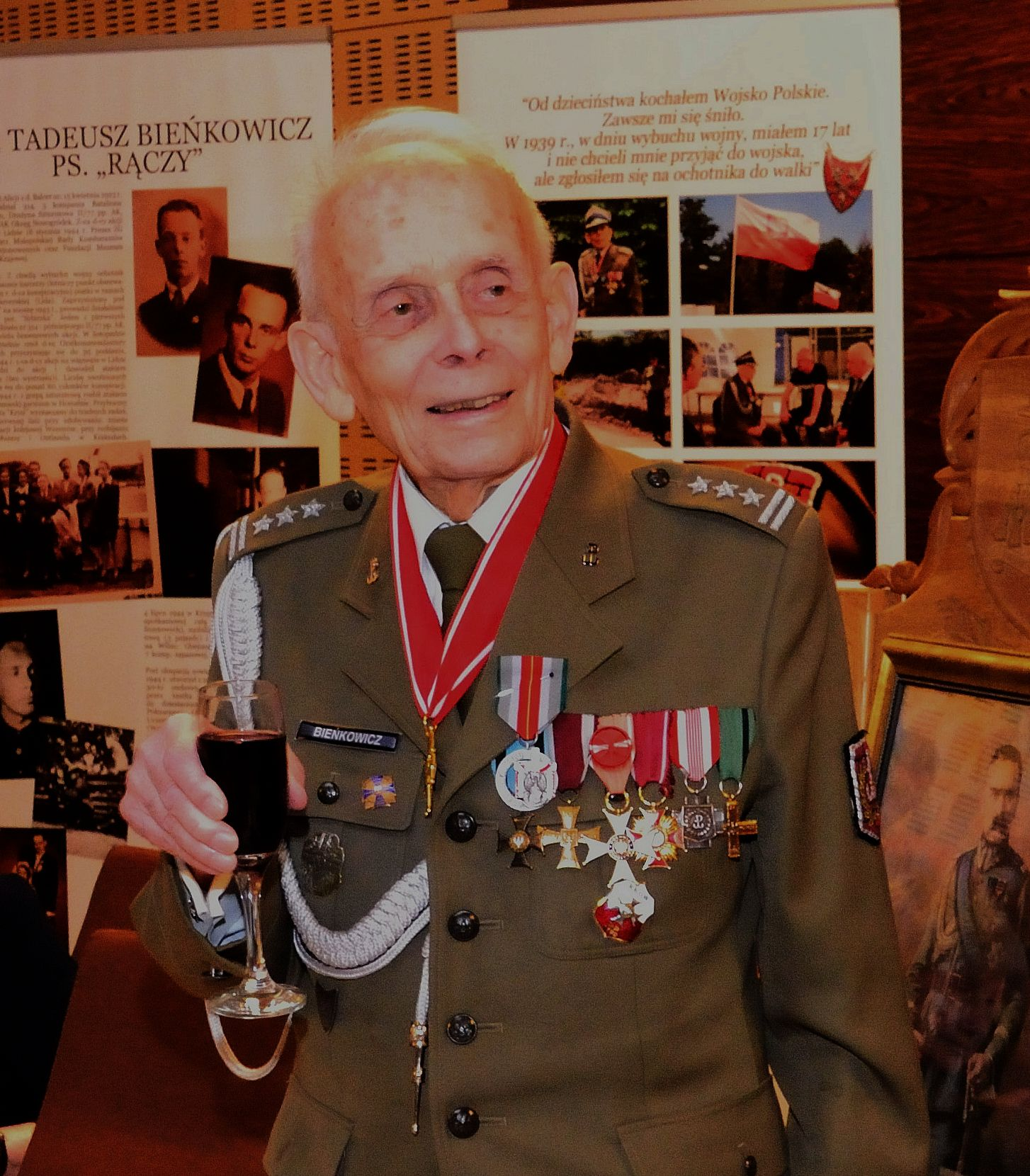
Płk. Tadeusz Bieńkowicz – 95. urodziny, Warszawa 2018

24 kwietnia 2018 prezydent RP Andrzej Duda, na wniosek ministra obrony narodowej, mianował go na stopień generała brygady.
Zmarł 13 grudnia 2019 r. w Krakowie, pochowany w Alei Zasłużonych na cmentarzu wojskowym przy ul. Prandoty (kwatera CIX-2-1). 

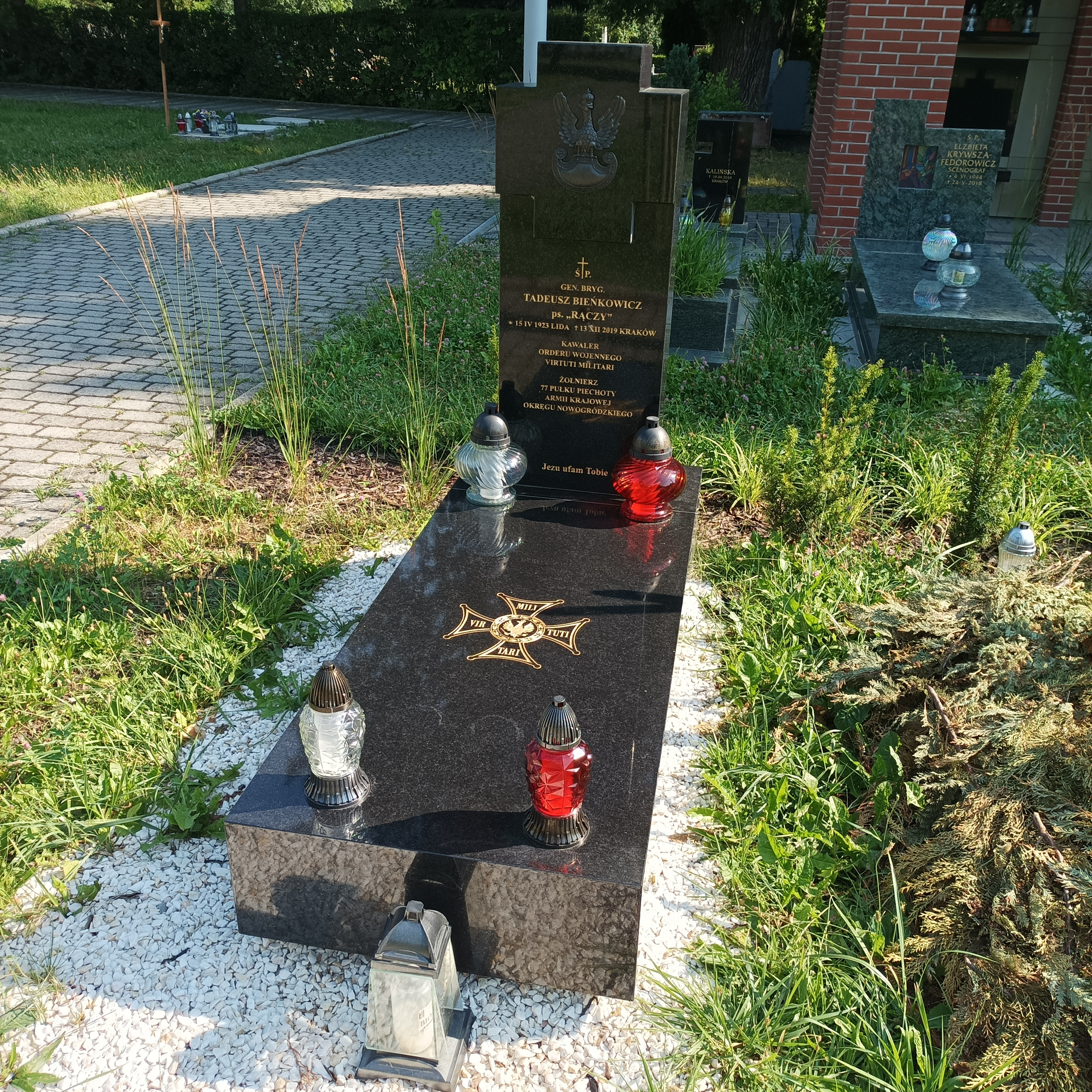
Grób gen. Tadeusza Bieńkowicza na cmentarzu wojskowym przy ul. Prandoty w Krakowie

## Ordery i odznaczenia
- Krzyż Srebrny Orderu Virtuti Militari (1944)
- Krzyż Komandorski Orderu Odrodzenia Polski (2016)[9]
- Krzyż Oficerski Orderu Orderu Odrodzenia Polski (2009)[10]
- Krzyż Walecznych
- Złoty Krzyż Zasługi
- Krzyż Armii Krajowej
- Krzyż Partyzancki
- Medal Stulecia Odzyskanej Niepodległości (2018)[11]
- Medal „Pro Bono Poloniae” (2019)[12]
- Medal Błogosławionego ks. Jerzego Popiełuszki
- Krzyż Kombatancki „Więźniowi Komunizmu” z Mieczami
- Odznaka „Weteran Walk o Wolność i Niepodległość Ojczyzny”
- Odznaka Honorowa Żołnierza AK Okr. „Wiano” i „Nów”[4]